# 聶伯1營
聶伯1營（羅馬化：Polk "Dnipro-1"）是烏克蘭內政部下属的警察特別部隊团。该团驻扎在第聂伯罗。
該營是乌克兰首批官方组建的志愿营之一。该部队还拥有一支烏克蘭足球超級聯賽的足球俱乐部，名为聶伯城第一體育會 ，以该部队的名字命名。